# TSV Grafing
Der TSV Grafing von 1864 e. V. ist ein Sportverein aus dem bayerischen Grafing bei München, dessen Volleyball-Männermannschaft in der
2. Bundesliga Süd vertreten ist.

## Vereinsgeschichte
Im Jahr 1864 wurde die Turnfeuerwehr Grafing gegründet. Nachdem sich die Feuerwehr fünf Jahre später selbständig machte, wurde der Sportclub in Turnverein Grafing umbenannt. 1935 erhielt der Verein seinen heutigen Namen. Zwei Jahre zuvor war die Fußballabteilung entstanden. Nach dem Zweiten Weltkrieg gab es im August 1945 zunächst die Wiedergründung der Fußballer als Fußballclub Grafing, ehe im übernächsten Jahr der Gesamtverein TSV Grafing den Sportbetrieb wieder aufnahm und gleichzeitig die Fußballspieler eingegliedert wurden. Am 22. April 1948 erfolgte der Eintrag ins Vereinsregister. Vier Monate später stand die erste ordentliche Hauptversammlung auf der Tagesordnung und der Turnbetrieb startete wieder. 1956 entstand die Handballabteilung, in den folgenden Jahren kamen hinzu die Leichtathleten (1966), die Boxer, die Volleyballer (1969), die Judoka (1972), die Karatesportler (1983), die Basketballer (1984) und die Ju-Jutsuka (2003). Die Boxabteilung wurde nach nur einem Jahr wieder aufgelöst, sodass der Verein einschließlich der Gymnastikabteilung und der Faschingsgarde aktuell elf verschiedene Abteilungen beheimatet.

## Volleyballabteilung

### Geschichte
Gymnasiallehrer Günter Schmidt gründete 1969 die Volleyballabteilung im TSV Grafing. Durch die Kooperation von Gymnasium und Verein gelangen in der Folgezeit zwei Siege beim Schulsportwettbewerb Jugend trainiert für Olympia. Der vierfache deutsche Meister (je zwei Mal in der Halle und beim Beachvolleyball) und Olympiateilnehmer Oliver Oetke wurde als Jugendlicher in Grafing ausgebildet. Die Männermannschaft des TSV stieg zum ersten Mal im Jahr 2002 in die zweite Bundesliga auf, musste jedoch 2004 als Tabellenletzter die Klasse wieder verlassen. 2006 gewannen die Grafinger das Relegationsturnier der Regionalligameister vor eigenem Publikum und spielten in der folgenden Saison wiederum in der zweithöchsten deutschen Liga. 2010 gelang es den Oberbayern zum dritten Mal, sich das Spielrecht für die zweite Bundesliga Süd zu erkämpfen.
In der Saison 2010/11 spielte der TSV Grafing lange Zeit um die Meisterschaft mit und belegte in der Abschlusstabelle nur aufgrund des schlechteren Satzverhältnisses den dritten Platz hinter Meister und Vize. Dies war bis dahin die beste Platzierung in der Vereinsgeschichte.
In der folgenden Spielzeit konnte der Verein aus dem Landkreis Ebersberg erst am letzten Spieltag durch das bessere Satzverhältnis gegenüber dem TSV Friedberg den Ligaerhalt sichern und belegte abschließend den elften Rang. Auch im Spieljahr 2012/13 wurde der Klassenerhalt erst am Ende entschieden. Der TSV Grafing wurde Zehnter, der bayerische Konkurrent TSV Niederviehbach musste als Elfter den Gang in die Drittklassigkeit antreten. In der Saison 2013/14 belegte man einen guten neunten Platz mit nur drei Punkten Abstand auf den Fünftplatzierten. Zum Ende der Saison 2014/15 stand die Mannschaft auf dem zehnten von zwölf Tabellenplätzen. In den Spielzeiten 2015/16 und 2016/17 erreichte der TSV Grafing jeweils den neunten Tabellenplatz. Die Spielzeit 2017/18 beendete das Team erstmals auf dem ersten Tabellenplatz und wurde somit Meister der 2. Bundesliga Süd. Auf den Aufstieg in die höchste deutsche Spielklasse verzichtete der Verein jedoch.
Beim TSV-Volleyball gibt es noch drei weitere Männer- und zwei Frauenmannschaften sowie zahlreiche Jugendteams.

### Bundesliga-Team
Die Zweitliga-Mannschaft der Spielzeit 2014/15 ist komplett zusammen geblieben. Neu im Kader für das Spieljahr 2015/16 stehen Leopold Angerer und Simon Gürzing, die beide vom Internat Kempfenhausen in den Landkreis Ebersberg wechselten. Angerer startete seine Volleyballkarriere beim TSV Mühldorf, Gürzing pritschte und baggerte zuerst beim TSV Königsbrunn.
Neuer Chefcoach ist Alexander Hezareh, der den letztjährigen Verantwortlichen Adrian Zoppelt ablöst und von Co-Trainer und Manager Johannes Oswald unterstützt wird. Medizinische Betreuung erhält das Team von Physiotherapeutin Magdalena Katterloher.
| Nr. | Name                  | Geburtsdatum  | Nation      | Größe | Position             |
| --- | --------------------- | ------------- | ----------- | ----- | -------------------- |
| 1   | Jakob Weiß            | 15. Juni 1994 | Deutschland | 1,95  | Diagonal             |
| 2   | Yannic Beck           | 29. Mai 1993  | Deutschland | 1,90  | Libero               |
| 3   | Dominik Dreyer        | 11. Juni 1991 | Deutschland | 1,89  | Außenangriff Annahme |
| 4   | Richard Hesse         | 14. Aug. 1993 | Deutschland | 1,98  | Mittelblock          |
| 5   | Matthias Schütze      | 2. Juli 1990  | Deutschland | 1,79  | Libero               |
| 6   | Felix Langer          | 12. Okt. 1987 | Deutschland | 1,98  | Außenangriff Annahme |
| 7   | Konstantin Schmid     | 11. Dez. 1986 | Deutschland | 1,95  | Mittelblock          |
| 8   | Christoph Senckenberg | 23. Juni 1991 | Deutschland | 1,90  | Zuspiel              |
| 9   | Thomas Stretz         | 22. Okt. 1992 | Deutschland | 1,92  | Mittelblock          |
| 10  | Leopold Angerer       | 9. Sep. 1991  | Deutschland | 1,91  | Außenangriff Annahme |
| 11  | Fabian Wagner         | 22. Aug. 1989 | Deutschland | 1,90  | Zuspiel              |
| 12  | Florian Panev         | 13. Mai 1995  | Tschechien  | 1,94  | Zuspiel              |
| 14  | Michael Zierhut       | 25. Aug. 1995 | Deutschland | 1,97  | Diagonal             |
| 15  | Benno Voggenreiter    | 9. März 1991  | Deutschland | 1,87  | Außenangriff Annahme |
| 16  | Christian Seitz       | 5. Juli 1989  | Deutschland | 1,94  | Mittelblock          |
| 17  | Simon Gürzing         | 29. Sep. 1994 | Deutschland | 1,97  | Mittelblock          |